# Керъл Матюс
Кeръл Матюс (на английски: Carole Matthews) е успешна и популярна британска писателка, известна с чувството си за хумор и с романтичните си комедийни романи. Книгите ѝ са продадени в над 6,8 млн. копия по цял свят и са публикувани в повече от 31 страни. През 2011 г. е въведена в Залата на славата на Фестивала на романтиката за нейния изключителен принос към писането на любовни романи.

## Биография
Матюс е родена в град Сейнт Хелънс, Мърсисайд, Англия през 1960 г. Следва в Колеж „Чампни“, където учи за козметичка. Работи като секретарка, продавачка на сладолед, телевизионна водеща, козметичка и писателка на свободна практика. 
Когато не пише романи, телевизионни или филмови сценарии, тя има време за трекинг в Хималаите, за каране на ролери в Сентръл Парк (Ню Йорк), за пиене чай в Китай и за дрямка в градината си в град Милтън Кейнс, където живее със съпруга си Кевин. Обича да се разхожда, да танцува, зумба, да гледа филми и траш телевизия.

## Творчество
Матюс винаги е била запалена читателка. Първата ѝ книга „Да се срещнем на платформа осем“ (Let's Meet on Platform Eight) излиза през 1997 г. 
Публикува 34 романа и се появява в списъците на бестселърите на списания „Сънди Таймс“ и „Ю Ес Ей Тъдей“, а нейните книги „Добре дошли в реалния свят“ (Welcome To The Real World), „Увита в теб“ (Wrapped up in You) и „Щастие за начинаещи“ (Happiness for Beginners), са в краткия списък на Асоциацията на романтичните романисти - Награда за романтичен роман на годината.
Продава над 6,8 млн. книги по целия свят и е публикувана в повече от 31 страни. Откакто започва да пише, нейните книги са заемани повече от 4,5 милиона пъти от библиотеките в Обединеното кралство.
През 2011 г. е въведена в Залата на славата на Фестивала на романтиката за изключителния си принос към писането на романи. През 2015 г. е удостоена с Наградата за изключителни постижения от Асоциацията на романтичните романисти за 25 романа, които постоянно се появяват в списъците с бестселъри, и за нейното продължаващо защитаване на романтичната литература. През 2021 г. печели Наградата за романтичен роман на годината на Асоциацията на романтичните писатели за „Слънчеви дни и морски бриз“ (Sunny days and Sea Breezes).
Освен че пише, Матюс е била и телевизионна водеща и е редовна радио гостенка.

### Поредици
Chocolate Lovers’ Club („Клуб на любителите на шоколад“)
1. The Chocolate Lovers' Club (2007)
2. The Chocolate Lovers' Diet (2007)
3. The Chocolate Lovers' Christmas (2015)
4. The Chocolate Lovers' Wedding (2016)

Hope Farm („Ферма „Надежда““)
1. Happiness For Beginners (2019)
2. Christmas for Beginners (2020)

### Самостоятелни произведения
- Let's Meet on Platform 8 (1997)
- The Scent of Scandal (1998)
- More to Life than this (1999)
- For Better, For Worse (2001)
- A Minor Indiscretion (2002)
- A Compromising Position (2003)
- The Sweetest Taboo (2004)
- With or Without You (2005)
- You Drive Me Crazy (2006)
- Welcome to the Real World (2006)
- It's a Kind of Magic (2008)
- All You Need Is Love (2008)
- The Difference a Day Makes (2009)
- The Loving Feeling (2009)
- It's Now or Never (2010)
- The Only Way is Up (2010)
- Wrapped Up In You (2011)
- Summer Daydreams (2012)
- With Love at Christmas (2012)
- A Cottage by the Sea (2013)
- Calling Mrs Christmas (2013)
- A Place to Call Home (2014)
- The Christmas Party (2014)
- The Cake Shop in the Garden (2015)
- Paper Hearts and Summer Kisses (2016)
- Christmas Cakes, and Mistletoe Nights (2017)
- Million Love Songs (2018)
- Sunny Days and Sea Breezes (2020)